# Medcelični stik
Mèdcélični stík je struktura med dvema sosednjima celicama, ki omogoča adhezijo in komunikacijo med celicama. Pri vseh mnogoceličarjih se celice med seboj povezujejo s prehodnimi ali stalnimi stiki. Grajeni so iz beljakovin. 
Pri vretenčarjih se pojavljajo tri glavne oblike celičnih stikov:
- tesni stik,
- presledkovni stik,
- priležni stik (dezmosom, zonula adherens, hemidezmosom).